# Zastava Kenije

Zastava Kenije (Bendera ya Kenya) je državna zastava, ki predstavlja Kenijo, oblikovana kot trobojnica iz črne, rdeče z belimi obrobami in zelene ter s parom prekrižanih kopij za rdečim, belim in črnim masajskim ščitom na sredini. Črna simbolizira domorodno prebivalstvo, rdeča skupno kri vsega človeštva, zelena rodovitno zemljo države in bela mir ter enotnost. Orožje v sredini ponazarja organiziran upor kot temelj samoodločbe, pri čemer je izbrana oblika ščita tudi referenca na tradicionalen način življenja.
Izvira iz zastave Kenijske afriške zveze (KAU), ki jo je ustanovil »oče Kenije« Jomo Kenyatta za osvoboditev izpod kolonialne oblasti. Ta naj bi si simboliko barv zamislil kot sporočilo, da je rodovitno deželo mogoče ponovno pridobiti le s krvjo (črnskega) prebivalstva. Prevzela jo je Kenijska afriška narodna zveza (KANU), naslednica KAU, druga stranka, malo po tistem ustanovljena Kenijska afriška demokratična zveza (KADU), pa je leta 1960 prevzela podoben dizajn z belo namesto rdeče v sredini. Da bi preprečili spore, je komisija, ki jo je imenoval Kenyatta, za državno zastavo določila kombinacijo barv obeh rivalnih strank, tako, da je vključila belo obrobo sredinskega pasu.
Uradno je bila prevzeta ob razglasitvi neodvisnosti Kenije 12. decembra 1963. Oblika je določena v drugem poglavju kenijske ustave, ki opisuje državne simbole.
| Barvna shema       | Črna            | Rdeča                       | Zelena                       | Bela           |
| ------------------ | --------------- | --------------------------- | ---------------------------- | -------------- |
| HEX                | #000000         | #922529                     | #008C51                      | #FFFFFF        |
| RGB                | 0, 0, 0         | 146, 37, 41                 | 0, 140, 81                   | 255, 255, 255  |
| CMYK               | 0, 0, 0, 100    | 0, 75, 72, 43               | 100, 0, 42, 45               | 0, 0, 0, 0     |
| Britanski standard | 00-E-53 (Black) | 2660-0006 (Post-Office Red) | 2660-0010 (Paris/Vir. Green) | 0-E-55 (White) |